# Флоренс Саймондс
Флоренс Саймондс (англ. Florence Symonds) — канадська регбістка, олімпійська медалістка. 
Срібну олімпійську медаль Саймондс виборола на Паризькій олімпіаді 2024 року
в складі збірної Канади з регбі-7.